# Пияна сватба
„Пияна сватба“ (на английски: Drunk Wedding) е американски комедиен филм от 2015 г. на режисьора Ник Уайз, който е съсценарист със Антъни Уайз. Във филма участват Ник П. Рос, Джей Ар Рамирез, Крисчън Кук, Бетани Дуайър, Дан Гил и Виктория Голд. Филмът е пуснат на 22 май 2015 г. от „Парамаунт Пикчърс“.